# Fernando Llorente
Fernando Javier Llorente Torres (phát âm tiếng Tây Ban Nha: [feɾˈnando ʎoˈɾente ˈtorːes]; sinh ngày 26 tháng 3 năm 1985), có biệt danh là El Rey León ("Vua sư tử" trong tiếng Tây Ban Nha), là cựu cầu thủ bóng đá chuyên nghiệp người Tây Ban Nha chơi ở vị trí tiền đạo.
Anh bắt đầu sự nghiệp của mình với Athletic Bilbao. Anh ra mắt đội một vào năm 2005, và trở thành một trong những cầu thủ tấn công quan trọng nhất của đội bóng trong thập kỷ sau. Anh đã ghi 29 bàn thắng trên mọi đấu trường cho Bilbao vào mùa giải 2011-12, và được miêu tả là "huyền thoại Bilbao". Anh ký hợp đồng với Juventus vào năm 2013, và vô địch Serie A hai lần. Sau đó, anh quay trở lại Tây Ban Nha vào mùa giải 2015-16 để đầu quân cho Sevilla trước khi chuyển đến Anh chơi cho Swansea City vào năm 2016 và Tottenham Hotspur vào năm 2017.
Là cầu thủ đội tuyển bóng đá quốc gia Tây Ban Nha từ năm 2008, Llorente đã vô địch World Cup 2010 và Euro 2012 cùng đội tuyển.

## Những năm đầu tiên
Sinh ra ở Pampola, Llorente lớn lên ở Rincón de Soto, La Rioja. Anh gia nhập lò đào tạo trẻ của Bilbao vào năm 1996 khi 11 tuổi, nhờ vào gốc Navarra.

## Sự nghiệp câu lạc bộ

### Athletic Bilbao
Llorente đã trải qua nhiều mùa giải ở các cấp độ trẻ khác nhau của câu lạc bộ, chơi cùng với Fernando Amorebieta và chuyển đến đội nông trại Basconia của họ ở Tercera División vào năm 2003. Anh ấy dần tiến bộ, dẫn đến việc thăng hạng lên Bilbao Athletic – đội dự bị của Athletic – ở Segunda División B.
Sau khi ghi bốn bàn thắng cho đội B trong nửa đầu mùa giải, Llorente được gia hạn hợp đồng đến tháng 6 năm 2008. Ngày 16 tháng 1 năm 2005, anh ra mắt đội một và La Liga trong trận hòa 1-1 trên sân nhà. hòa trước Espanyol. Ba ngày sau, trong trận đấu tại Copa del Rey với Lanzarote , anh lập hat-trick trong chiến thắng 6–0. Anh ấy đã ra sân trong tất cả trừ năm trong số mười chín trận đấu còn lại của giải đấu, ghi ba bàn thắng, đồng thời chơi trong bốn trận đấu cúp quốc nội và trận đấu ở vòng 32 Cúp UEFA gặp Austria Wien.
Trước 2005–06 , Llorente đổi số áo 32 lấy áo số 9. Anh ghi bàn trong ngày khai mạc, trận derby xứ Basque giành chiến thắng 3–0 trước Real Sociedad nhưng trong suốt mùa giải, anh khó ghi bàn. Điều này có thể một phần là do một loạt chấn thương bao gồm căng đầu gối, viêm dạ dày ruột và chấn thương cơ.  Anh ấy kết thúc mùa giải với vỏn vẹn 4 bàn thắng, 2 bàn ở giải VĐQG và nhiều bàn như vậy ở Cúp quốc gia, cả hai đều vào lưới Hospitalet.
Vào ngày 13 tháng 7 năm 2006, Llorente ký hợp đồng mới có thời hạn đến tháng 6 năm 2011, trong đó có điều khoản mua đứt từ 30 đến 50 triệu euro. Anh ấy bắt đầu mùa giải với tư cách là tiền đạo được lựa chọn thứ tư của câu lạc bộ, sau Aritz Aduriz , Joseba Etxeberria và cựu binh Ismael Urzaiz . Phong độ tệ hại và thiếu bàn thắng của đội khiến huấn luyện viên Félix Sarriugarte phải xoay tua các cầu thủ, tạo điều kiện cho Llorente lùi về biên; anh ấy kết thúc chiến dịch với chỉ hai bàn thắng sau 23 trận đấu, mặc dù anh ấy đã ghi một bàn thắng quan trọng ở những phút cuối trận hòa 1-1 trước Valencia.
Để chuẩn bị cho 2007–08 , Llorente đã ghi sáu bàn trong nhiều trận đấu trước mùa giải, và một bàn khác vào lưới Numancia ở Caja Duero Trophy. Phong độ của anh ấy khiến anh ấy trở thành lựa chọn hàng đầu của Athletic, và mặc dù anh ấy khởi đầu chiến dịch không tốt, nhưng anh ấy đã kết thúc nó với tổng cộng 11 bàn thắng ở giải đấu khi đội bóng kết thúc ở vị trí giữa bảng. Tổng số bàn thắng của anh ấy bao gồm bốn bàn thắng trong hai trận đấu với Valencia, cả hai đều là những chiến thắng ấn tượng, và các pha lập công khác vào lưới Barcelona, Villarreal và Atlético Madrid.
Trước 2008–09 , Llorente tự tin về một mùa giải thành công. "Tôi biết rằng tôi có khả năng ghi bàn và có một năm tốt đẹp và tôi muốn bắt đầu học kỳ này với hình thức giống như cách tôi đã kết thúc học kỳ trước", anh ấy nói. Bất chấp khởi đầu khiêm tốn của đội, anh ấy đã ghi được 14 bàn thắng ở giải VĐQG - thành tích tốt nhất trong sự nghiệp - cùng với 4 bàn thắng khác ở Cúp quốc gia , giúp đội của anh ấy lọt vào trận chung kết gặp Barcelona (thua 4–1).
Trong mùa giải 2009–10, Llorente lại đạt con số gấp đôi. Anh ấy đã dẫn đầu tất cả các cầu thủ ghi bàn ở Europa League trong một thời gian dài với tám bàn thắng, và ghi thêm mười bốn bàn thắng trong giải đấu khi Athletic cuối cùng kết thúc ở vị trí thứ tám.
Llorente (tiền cảnh) chơi cho Athletic Bilbao gặp Barcelona năm 2012
Vào ngày 28 tháng 8 năm 2010, Llorente ghi bàn thắng đầu tiên của chiến dịch 2010–11 , trong chiến thắng 1–0 trước Hércules. Phong độ của anh ấy tiếp tục trong mười trận đấu tiếp theo khi anh ấy ghi bảy bàn, cuối cùng kết thúc mùa giải với 18 bàn thắng (19 bàn tổng thể) khi Athletic đủ điều kiện tham dự Europa League.
Từ tháng 1 đến tháng 2 năm 2012, Llorente ghi 5 bàn trong 2 trận đấu trên sân khách chỉ trong vòng 4 ngày: anh bắt đầu bằng cú hat-trick trong chiến thắng 3–2 trước Rayo Vallecano, và ghi thêm 2 bàn trong trận thua 2-1 trước Mirandés ở bán kết cúp Tây Ban Nha. Trong hai trận tiếp theo, đều trên sân nhà, anh ghi thêm ba bàn nữa, một vào lưới Espanyol ở giải VĐQG và hai vào lưới Mirandés.
Llorente đã ghi bàn trong cả hai lượt trận của vòng 16 đội 2011–12 Europa League trước Manchester United , khi Athletic thắng cả hai trận và giành chiến thắng chung cuộc 5–3. Ở vòng tiếp theo, anh ghi hai bàn vào lưới Schalke 04 trong chiến thắng 4–2, giúp đội lọt vào trận chung kết . Bảy bàn thắng của anh ấy trong giải đấu cũng giúp anh ấy trở thành cầu thủ ghi bàn nhiều nhất của câu lạc bộ ở giải đấu châu Âu , đánh bại tổng số 11 bàn do Dani lập vào những năm 1980, sau đó bị Aduriz vượt qua vào năm 2016.
Vào tháng 8 năm 2012, Llorente từ chối ký hợp đồng mới với Athletic Bilbao, làm dấy lên đồn đoán rằng anh ấy có thể sẽ ra đi. [4] Sau trận thua 0-2 trong trận derby xứ Basque trước Real Sociedad vào ngày 29 tháng 9, khi vào sân thay người muộn , anh đã tranh cãi với huấn luyện viên Marcelo Bielsa ; hai ngày sau, anh ấy rời buổi tập sớm và được gửi đến tập luyện với đội trẻ và kết quả là mối quan hệ của anh ấy với những người ủng hộ câu lạc bộ và chủ tịch Josu Urrutia ngày càng xấu đi.
Vào ngày 3 tháng 1 năm 2013, Athletic xác nhận rằng Llorente sẽ đàm phán với Juventus. Vào ngày 21 tháng 1, giám đốc thể thao của đội bóng sau này, Giuseppe Marotta , tuyên bố rằng ông "rất lạc quan" rằng cầu thủ sẽ gia nhập vào ngày 1 tháng 7, với việc Urrutia được cho là không muốn để anh ra đi trong kỳ chuyển nhượng tháng Giêng. Ba ngày sau, câu lạc bộ thông báo anh ấy sẽ ký hợp đồng 4 năm vào ngày 1 tháng 7 khi hợp đồng của anh ấy hết hạn; Juventus cũng trả cho người đại diện của anh ấy 3,038 triệu euro.
Llorente chỉ ghi được 5 bàn sau 36 trận thi đấu trong năm cuối cùng của anh ấy , chủ yếu chơi dự bị cho Aduriz.

### Tottenham Hotspur
Vào ngày 31 tháng 8 năm 2017, Llorente gia nhập Tottenham Hotspur với một bản hợp đồng hai năm có giá trị 12,1 triệu bảng. Anh ra mắt câu lạc bộ vào ngày 13 tháng 9, khi thay thế Harry Kane vào những phút cuối trong chiến thắng 3–1 trên sân nhà trước Borussia Dortmund trong khuôn khổ vòng bảng Champions League. Anh có mặt trong đội hình xuất phát lần đầu tiên vào trận hòa trước Barnsley vào ngày 20 tháng 9 ở cúp EFL.
Llorente ghi bàn thắng đầu tiên cho Spurs vào ngày 6 tháng 12 năm 2017, anh chơi đủ 90 phút trong chiến thắng 3-0 trước APOEL FC ở Champions League. Llorente đã ghi một hat-trick trong chiến thắng 6-1 của Spurs trước Rochdale ở vòng thứ năm của cúp FA, vào ngày 28 tháng 1 năm 2018.
Vào ngày 13 tháng 2 năm 2019, anh ghi bàn thắng thứ 3 trong chiến thắng 3-0 ở vòng 16 đội Champions League, chỉ 3 phút sau khi vào sân từ ghế dự bị. Vào ngày 17 tháng 4, trong lượt về vòng tứ kết của giải trên sân vận động Etihad, anh ghi một bàn thắng trong trận đấu với Manchester City, rút ngắn tỉ số xuống còn 4-3 cho Tottenham, giúp đội nhà đi tiếp nhờ luật bàn thắng trên sân khách với tổng tỉ số là 4-4 sau hai lượt trận. Cũng trong lượt về vòng bán kết, trên sân Johan Cruyff Arena của Ajax, sau khi vào sân từ đầu hiệp hai thay Victor Wanyama, anh đã giúp cải thiện sức tấn công của đội nhà để Lucas Moura ghi hat-trick giúp Tottenham ngược dòng đánh bại Ajax 3-2 và đi tiếp nhờ luật bàn thắng trên sân khách. Ở trận chung kết, anh vào sân thay Dele Alli ở những phút cuối của trận đấu khi đội nhà đang bị dẫn bàn, nhưng không thể thay đổi cục diện trận đấu, khi sau đó Divock Origi ghi bàn ấn định tỉ số 2-0 cho Liverpool và giúp Liverpool lên ngôi vô địch.
Vào ngày 30 tháng 6 năm 2019, anh đã không được gia hạn hợp đồng với Tottenham và đã rời câu lạc bộ.
Ngày 16 tháng 2 năm 2023, Fernando Llorente chính thức giã từ sự nghiệp thi đấu quốc tế sau 19 năm thi đấu chuyên nghiệp.